# Radu Paliciuc
Radu Paliciuc (Brașov, 13 settembre 1988) è un cestista rumeno.